# Tirom
Tirom is een bestuurslaag in het regentschap Tanggamus van de provincie Lampung, Indonesië. Tirom telt 1633 inwoners (volkstelling 2010).